# Him (film)
Him är en amerikansk skräckfilm i sportmiljö som har premiär den 19 september 2025. Den är regisserad av Justin Tipping efter ett manus skrivet av Tipping, Zack Akers och Skip Bronkie.

## Handling
En lovande ung fotbollsspelare ansluter till ett isolerat träningsläger för att träna under en åldrande quarterback från ett dynastilag.

## Rollista (i urval)
- Marlon Wayans - Isaiah White
- Tyriq Withers - Cameron Cade
- Julia Fox - Elsie White
- Tim Heidecker
- Jim Jefferies
- Maurice Greene
- Akeem Hayes
- Tierra Whack